# McConnells stekelstaart
De McConnells stekelstaart (Synallaxis macconnelli) is een zangvogel uit de familie Furnariidae (ovenvogels). Deze vogel is genoemd naar zijn ontdekker, de Engelse bioloog en verzamelaar Frederick Vavasour McConnell (1868-1914). 

## Verspreiding en leefgebied
Deze soort komt voor in het noorden van het Amazonegebied en telt twee ondersoorten:
- S. m. macconnelli: zuidelijk Venezuela en noordelijk Brazilië.
- S. m. obscurior: Suriname, Frans-Guyana en noordoostelijk Brazilië.

## Status
De grootte van de populatie is niet gekwantificeerd maar de soort wordt omschreven als vrij algemeen. Op de Rode lijst van de IUCN heeft deze soort de status niet bedreigd.